# Estación de Clapham North
Clapham North es una estación del metro de Londres situada en el barrio de Clapham, municipio de Lambeth, en Londres, Reino Unido.
Inaugurada en 1900, tiene servicios de la Northern Line.